# Sarıkamışi csata (1914)
A sarıkamışi csata során az Orosz Birodalom döntő győzelmet aratott az Oszmán Birodalom hadserege fölött a Kaukázusban az első világháborúban. A hatalmas véráldozatokkal járó csatát a törökök azóta is Sarıkamış Faciası 
, azaz sarıkamışi tragédia néven emlegetik.

## Előzmények
Az Oszmán Birodalom belépése a központi hatalmak oldalán az I. világháborúba azt eredményezte, hogy az Orosz Birodalmat délen – Dardanellák, Kaukázus – elvágták az antant hatalmaktól. Az orosz erőknek immár két fronton kellett harcolnia: a keleti fronton és a kaukázusi frontvonalon. Az Orosz Birodalmat nem érte váratlanul az oszmán támadás, 1877 óta, amikor az oroszok megszerezték az Oszmán Birodalomtól Karsot, fel voltak készülve egy esetleges török ellentámadásra. A török hadicélok is Kars és Batumi elfoglalására korlátozódtak, mindenképpen szerették volna visszaszerezni az egykori kaukázusi területeiket.

## Haderők a térségben
Az oroszok már a török hadba lépése idején is mintegy 100 000 fős hadsereget állomásoztattak a Kaukázusban, így egyelőre nem volt szükség erősítésre. A hadsereg parancsnoka Illarion Ivanovics Voroncov-Daskov tábornok volt. A kaukázusi frontról 1914 végén orosz csapatokat vontak át a keleti frontra a megerősödő német és monarchiabeli csapatok támadásainak megállítására. Mikor a török csapatok a Kaukázus térségébe érkeztek már Jugyenyics vezérkari főnök vezette a kaukázusi orosz csapatokat Sarıkamış védelménél. Ekkor a létszám már csak 60 000 fő volt.
A török csapatokat Enver pasa, háborús miniszter irányította a térségbe. Az egész 3. török hadsereg a Kaukázusba érkezett, létszáma 95 000 és 190 000 fő között mozgott. Enver pasa személyesen irányította a hadsereget. A dezertálások száma igen magas volt, a tél beállta miatt és az utánpótlási nehézségek miatt tömegesen fagytak meg a katonák. A 3. hadsereg létszáma 1914 végére mintegy 80 000-re csökkent.

## A csata
1914. december közepén Enver pasa csapatai benyomultak a Kaukázusba, Örményországba, elérték Sarıkamışt. Enver terve az volt, hogy azonnal megtámadják a sarıkamışi orosz erődöt. Liman von Sanders, a Német Birodalom katonai tanácsadója veszélyesnek tartotta az akciót, és megpróbálta a pasát meggyőzni arról, hogy a támadás kivitelezhetetlen. Enver azonban hajthatatlan volt. Az orosz hadvezetésben is vita volt arról, hogy továbbra is védeni kell-e sarıkamışt, vagy vissza kell vonni az orosz erőket. Voroncov tábornok a hadsereg visszavonulását akarta, míg Jugyenyics Sarıkamış megvédése mellett érvelt és az orosz csapatok végül a térségben maradtak.
A török csapatok 1914. december 29. és 1915. január 3. között érkeztek meg Sarıkamış városához. Az először megérkezett török hadosztályok nem várták be a hadsereg többi részét, hanem rögtön támadást indítottak az oroszok ellen, akik így könnyen megverték a kimerült és kisebb létszámú hadosztályokat. Az oroszok egymás után verték meg a szakaszosan támadó török seregeket, a törökök végzetes hibát követtek el abban, hogy nem totális támadást készítettek elő. A koordinálatlan török csapatok végül január 4-én befejezték a támadást és a hegyekbe vonultak vissza, ahol utánpótlás nélkül, a fagyos téli időjárásban tömegesen haltak meg.

## Eredmények
A török veszteségek ismeretlenek, a hivatalos török források szerint 60 000 ember halt meg, de ez valószínűleg túl alacsony szám, egyes vélemények szerint akár 175 000 ember is meghalhatott, ha a 3. török hadsereg létszámát 190 000 emberre becsüljük. A veszteségek elsősorban az utánpótlási nehézségek, a téli időjárás, és a rossz ruházat miatt következett be. Az orosz erők vesztesége maximum 35 000 fő lehetett. A hatalmas véráldozat miatt a törökök a Kaukázus térségében a háború további szakaszában csak nagyrészt védekezésre álltak át, a további támadásokat elkerülték. A 3. török hadsereg megsemmisült. Jugyenics tábornokot a győzelem után kinevezték a kaukázusi orosz csapatok főparancsnokának, ő vezethette 1915 nyarán a támadást Erzincan és a Van-tó térsége ellen.
Enver pasa lemondatta a 3. török hadsereg formális vezetőjét, Hafiz Hakkit a csata után, míg maga Enver is tekintélyt vesztett a szultán előtt a vereség után. 1915 májusában Enver pasa, hogy a közvélemény haragját elkerülje a vereség miatt, meghirdette az örmények elleni polgárháborút, melynek eredménye az Oszmán Birodalomban élő örmények tömeges lemészárlása, az örmény népirtás lett.